# Maria Teresa Fontella Goulart
María Thereza Fontella Goulart (São Borja, 23 de agosto de 1936) es la viuda del 24 ° presidente brasileño João Goulart, que fue la primera dama de Brasil desde 1961 hasta 1964, cuando su esposo fue depuesto con motivo del golpe de Estado. También fue la segunda dama de Brasil desde 1956 hasta que Jânio Quadros renunció en 1961. 
María Thereza fue la primera dama más emblemática de la historia del país, a la edad de veinticinco años en el día de la asunción presidencial. Durante esos años se dedicó a tareas de beneficencia. Según el periodista Alberto Dines, fue además la primera dama más bella. La revista People la clasificó entre las diez mujeres más bellas del mundo.
Fue un ícono de la moda brasileña a principios de la década de 1960, con el auge de la alta costura en el país, atrayendo la atención nacional e internacional, estampando varias portadas de revistas brasileñas como Manchete, Fatos & Fotos y O Cruzeiro; y mundialmente famoso como el French Paris Match y el German Stern.